# الیفوشی
الیفوشی (به لاتین: Alifushi) یک جزیره در مالدیو است.

## خصوصیات
الیفوشی ۲٬۰۵۰ نفر جمعیت دارد.